# Ipomoea chiriquiensis
Ipomoea chiriquiensis là một loài thực vật có hoa trong họ Bìm bìm. Loài này được Standl. mô tả khoa học đầu tiên năm 1940.